# ティム・リンスカム
ティモシー・リロイ・リンスカム（Timothy LeRoy Lincecum, 1984年6月15日 - ）はアメリカ合衆国ワシントン州キング郡ベルビュー出身の元プロ野球選手（投手）。
父はアメリカ人で、母はフィリピン人でハーフである。
ニックネームはザ・フランチャイズ（The Franchise）、ザ・フリーク（The Freak）。サンフランシスコでの人気は高く、特に若い女性からの人気が高い。

## 経歴

### プロ入り前
2003年のMLBドラフト48巡目（全体1408位）でシカゴ・カブスから指名されるが拒否してワシントン大学に進学。大学時代は野球のほかにアメリカンフットボールではクォーターバック、バスケットボールではポイントガードとして活躍し、ゴルフでも才能を発揮。野球では2004年に大学のパシフィック・テン・カンファレンス史上初の新人賞と最優秀投手賞を同時受賞。2005年のMLBドラフトでは42巡目（全体1261位）でクリーブランド・インディアンスから指名されるが契約で折り合いが付かず大学に残った。
2006年、12勝4敗、199奪三振、防御率1.94を記録。2度目の最優秀投手賞を受賞し、大学通算491奪三振はリーグ新記録となった。

### プロ入りとジャイアンツ時代

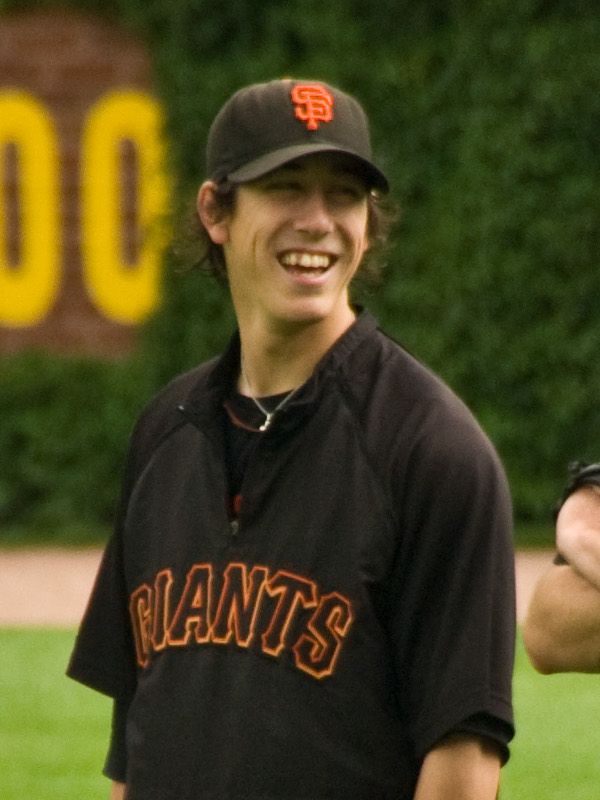
ジャイアンツ時代（2008年）

2006年のMLBドラフトで多くの球団が指名を見送るも、当時のサンフランシスコ・ジャイアンツGMのブライアン・セイビアンは「ロイ・オズワルトか右のビリー・ワグナーになる」と評し、1巡目（全体10位）で指名。6月30日に入団し、ワシントン大学出身者初の1巡目指名選手となった。7月26日にA-級セイラムカイザー・ボルケーノズでプロデビューを果たし、8月5日にA+級サンノゼ・ジャイアンツに昇格し、2つのクラスで31.2イニングを投げ、58奪三振を記録した。
2007年、AAA級フレズノ・グリズリーズで4勝0敗、防御率0.29の好成績を記録し、5月6日にラス・オルティスが故障により離脱したため昇格。同日のフィラデルフィア・フィリーズ戦でメジャーデビュー。メジャー初勝利は5月11日のコロラド・ロッキーズ戦。7月1日のアリゾナ・ダイヤモンドバックス戦で記録した1試合12奪三振は1958年にサンフランシスコ移転後の球団史上の新人選手として歴代4位。
メジャー1年目は7勝5敗、投球回数を上回る150奪三振を記録し、新人選手としてリーグ最多となった。チームは地区最下位に終わり、バリー・ボンズの退団や得点力不足を補うための補強が急務となる中、シーズン終了後にアレックス・リオスや松井秀喜といった強打者を獲得するためのトレード候補として、リンスカムの名前が報じられた。しかし、FAとなっていたアーロン・ローワンドを獲得し、リンスカムのトレードは行われなかった。
2008年、前半戦終了時に11勝2敗の成績でオールスターに初めて選出されたが、発熱のため登板はしなかった。9月23日のロッキーズ戦でシーズン奪三振数がジェイソン・シュミットの1958年にサンフランシスコ移転後の球団記録（251）を更新。シーズン最後の登板となった9月28日のロサンゼルス・ドジャース戦では、1986年のシド・フェルナンデス以来となる最初のアウトから9連続で奪三振によりアウトを取る。結局7回1失点に抑え、13奪三振を記録し球団記録を265まで伸ばした。2位とは50以上もの差をつけて奪三振のタイトルを獲得し、18勝5敗、防御率2.62、勝率.783はいずれもリーグ2位の好成績を記録した。シーズン終了後に最多勝利のブランドン・ウェブや最優秀防御率のヨハン・サンタナを押しのけてサイ・ヤング賞を受賞した。
2009年、初の開幕投手を務め、6月には月間最優秀投手に初めて選出された。6月23日から7月9日にかけての29イニング連続無失点は、1958年にサンフランシスコに移転して以降の球団史上、ゲイロード・ペリーの40イニング（1967年）と39イニング（1970年）に次ぐ3番目の長さとなった。2年連続の選出となったオールスターではナリーグ先発を務めた。7月27日のピッツバーグ・パイレーツ戦では自己最高の15奪三振で完投勝利を記録し、1958年以降の球団史上3人目となる1試合15奪三振を達成。背中を痛め先発予定だった9月8日のサンディエゴ・パドレス戦を回避したが、14日のロッキーズ戦で復帰。
シーズンを15勝7敗、防御率2.43、261奪三振の成績で終え、サイ・ヤング賞の投票では、最優秀防御率のクリス・カーペンターと最多勝利のアダム・ウェインライトのカージナルス勢を抑え、2年連続サイ・ヤング賞を受賞した。また、15勝での選出はフルシーズンを過ごした先発投手としては当時のMLB史上最少（ストライキで短縮されたシーズンを除く）とだった。（翌2010年にフェリックス・ヘルナンデスが13勝で選出されている）
シーズン終了後の10月30日、スピード違反で取り締まりを受けた際、約3.3グラムのマリファナを所持していたことが明らかになった。11月6日に検察側と罰金250ドルで司法取引が成立し、起訴は免れた。スーパー2により年俸調停権を取得したリンスカムは、2010年の年俸として球団側に1300万ドルを要求したが、最終的には年俸調停を避け、同年2月12日に2年総額2300万ドルで合意した。
2012年1月24日にジャイアンツと総額4050万ドルの2年契約に合意。年々球速が低下傾向にあった中で大不振に陥り、大量失点を繰り返した。結果的に15敗はリーグ最多敗戦であり、暴投、失点、自責点でもリーグ最多を記録。防御率5.18、WHIP1.47も、規定投球回に達した投手の中ではリーグで最も悪い成績だった。しかし中継ぎにまわったポストシーズンでは一転好投を見せ、チームのワールドシリーズ優勝に貢献した。同年オフには第3回WBC予選のフィリピン代表での出場要請を受けたが、辞退した。
2013年は7月13日のパドレス戦において、自身初・球団史上15人目となるノーヒットノーランを達成。打者32人に対して148球を投げ、13奪三振、4四球、1死球。試合はジャイアンツが9-0で勝利した。この年は32試合に先発登板し、10勝14敗、防御率4.37だった。オフの10月25日にジャイアンツと総額3500万ドルの2年契約に合意した。
2014年は6月25日のパドレス戦で前年に続いて、2年連続自身2度目のノーヒットノーランを達成。2回に四球を与えたのみの準完全試合となった。しかしシーズンを通じては前年に続き低調で、終盤には先発ローテーションを外れ中継ぎに回った。結局12勝を記録し、4年ぶりに勝ち越したものの、防御率は4.74と昨年より悪化し、さらにローテーションを外れたことで6年連続で継続していた規定投球回到達を逃した。
2015年は開幕から好調を維持、投球のモデルチェンジを成功させたかと期待されたが、たまたま結果が出ているだけという意見も見られた。実際に5月20日以降全ての試合でQSを失敗し、不調に陥った。6月27日のロッキーズ戦で、2回に右腕に打球を受け緊急降板。検査の結果右前腕部の打撲と診断された。その後はマイナーで調整をしていたが、9月3日に股関節の手術を受けたことでシーズン終了となり、連続2桁勝利は7年で途切れた。シーズン終了後にFAとなった。

### エンゼルス時代
2016年5月6日にアリゾナ州にあるジャイアンツのキャンプ地を借り、メジャースカウト陣の前で公開練習を実施した。5月19日にロサンゼルス・エンゼルスと総額250万ドル+出来高170万ドルの1年契約を結んだ。3度のAAA級ソルトレイク・ビーズでの調整登板を経て、6月19日のオークランド・アスレチックス戦でおよそ1年ぶりとなるMLBのマウンドに立ち、6回、4安打、1失点で移籍後初勝利を挙げた。だが、次第に打ち込まれるようになり、9試合に先発登板して2勝6敗、防御率9.16と結果を残せなかった。8月6日にDFAとなったが、9日に40人枠を外れずにAAA級ソルトレイクへ降格した。オフの11月3日にFAとなった。

### エンゼルス退団後
2017年は所属球団なく、2018年3月7日にテキサス・レンジャーズと1年契約を結んだ。契約後に右手中指のマメに悩まされ3月23日のオープン戦の登板を回避した。開幕から10日間の故障者リストに登録され、4月15日にレナート・ヌニェスの獲得に伴い、60日間の故障者リストに移行した。6月5日に自由契約となった。

## 選手としての特徴
| 球種           | 配分 % | 平均球速 mph（km/h） | 水平運動 in | 鉛直運動 in |
| -------------- | ------ | -------------------- | ----------- | ----------- |
| フォーシーム   | 42.4   | 93.8（151.0）        | -0.7        | 10.7        |
| シンカー       | 23.4   | 94.6（152.2）        | -5.8        | 10.9        |
| チェンジアップ | 16.8   | 83.6（134.5）        | -3.3        | 4.1         |
| カーブ         | 13.2   | 79.3（127.6）        | 6.0         | -5.3        |
| スライダー     | 4.3    | 83.8（134.9）        | 2.1         | 2.3         |

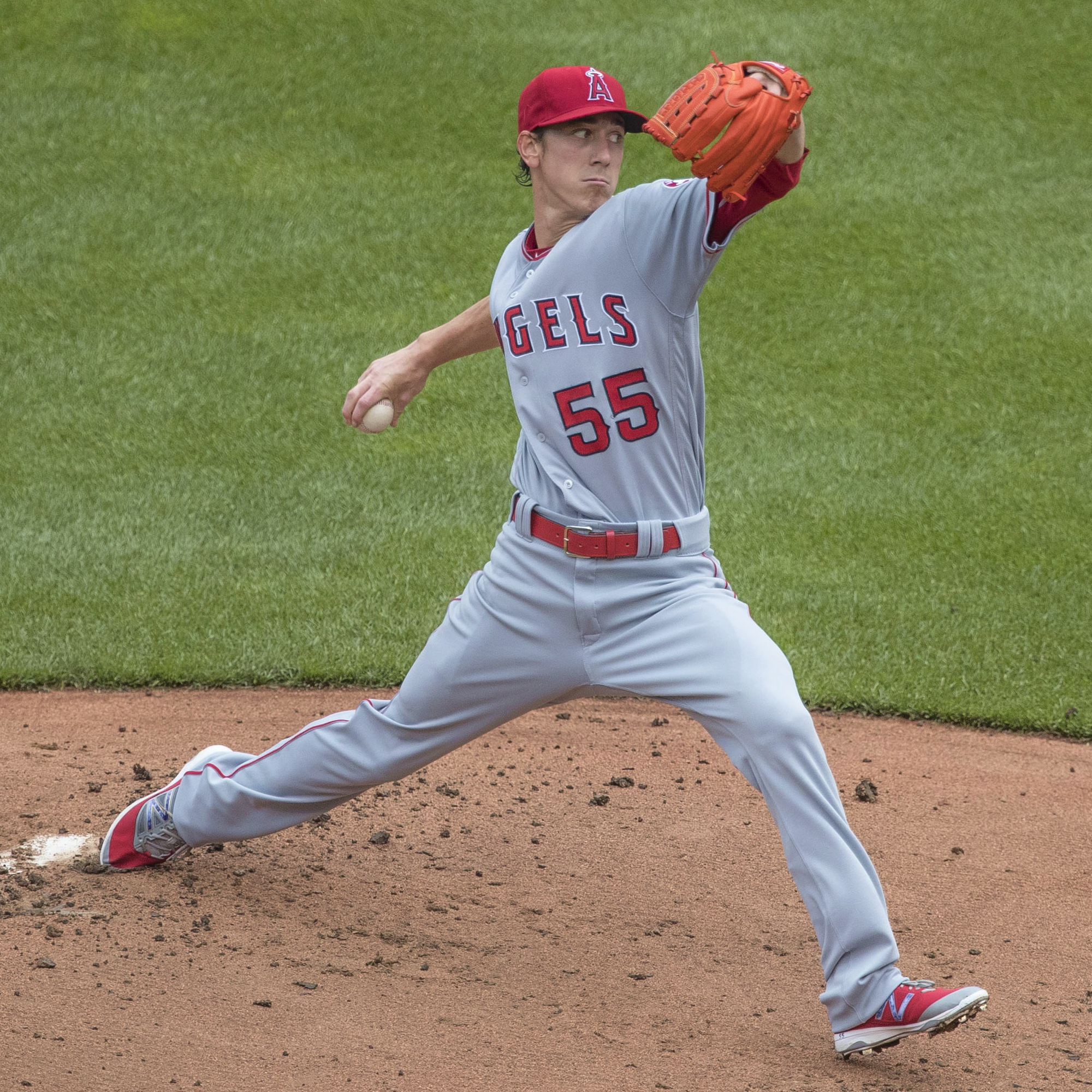
投球フォーム（エンゼルス時代）

メジャーデビュー当初から、ボブ・フェラーやサンディー・コーファックスと比較する声が上がるほどの逸材だった。
公称身長5'11"（約180cm）と決して大きくはないが、オーバースローから全身をしならせた投球フォームで、2011年までは平均球速92.8mph（約149.3km/h）、最速99.3mph（約159.8km/h）の速球（フォーシームとツーシーム）を投げ込み、縦に大きく落ちる軌道が持ち味のカーブとフォークボールの握りから投げるシュート気味に落ちるチェンジアップで打者の打つタイミングを外して三振の山を築く。他にスライダーも交える。大学時代はチェンジアップは投げなかったが、マイナー時代に習得。その後メジャーに昇格した2007-08年にかけて上達し、今やメジャー屈指と言われるまでになった。もともと低下傾向にあった平均球速は2012年以降は平均球速89.8mph（約144.5km/h）と90mphを下回るまでになり、スライダーやチェンジアップの投球割合を増やし緩急をつける投球となった。2012年以降は5年間の通算防御率4.94と成績が低下した。
リンスカムの投球フォームは他の投手のそれとは全く異なる非常に独特なもので、全身をダイナミックに使って投げ込んでくる。通常の投手のストライドは身長の77-87%程度であるが、リンスカムの投球時のストライドは身長の127%である。
父のクリスも野球選手だったが、マイナー止まりで引退。その後も独学で投球のバイオメカニクスを勉強し、それを少年時代のティムに教えた。メジャーに昇格した後も続けているトレーニングは、父が作ったものである。投球フォームはリンスカム自身がファンだというコーファックスのマネと言われるが、父の教えだという。

## 詳細情報

### 年度別投球成績
| 年 度     | 球 団     | 登 板 | 先 発 | 完 投 | 完 封 | 無 四 球 | 勝 利 | 敗 戦 | セ 丨 ブ | ホ 丨 ル ド | 勝 率 | 打 者 | 投 球 回 | 被 安 打 | 被 本 塁 打 | 与 四 球 | 敬 遠 | 与 死 球 | 奪 三 振 | 暴 投 | ボ 丨 ク | 失 点 | 自 責 点 | 防 御 率 | W H I P |
| --------- | --------- | ----- | ----- | ----- | ----- | -------- | ----- | ----- | -------- | ----------- | ----- | ----- | -------- | -------- | ----------- | -------- | ----- | -------- | -------- | ----- | -------- | ----- | -------- | -------- | ------- |
| 2007      | SF        | 24    | 24    | 0     | 0     | 0        | 7     | 5     | 0        | 0           | .583  | 618   | 146.1    | 122      | 12          | 65       | 5     | 2        | 150      | 10    | 0        | 70    | 65       | 4.00     | 1.28    |
| 2008      | SF        | 34    | 33    | 2     | 1     | 1        | 18    | 5     | 0        | 0           | .783  | 928   | 227.0    | 182      | 11          | 84       | 1     | 6        | 265      | 17    | 2        | 72    | 66       | 2.62     | 1.17    |
| 2009      | SF        | 32    | 32    | 4     | 2     | 1        | 15    | 7     | 0        | 0           | .682  | 905   | 225.1    | 168      | 10          | 68       | 2     | 6        | 261      | 11    | 0        | 69    | 62       | 2.48     | 1.05    |
| 2010      | SF        | 33    | 33    | 1     | 1     | 0        | 16    | 10    | 0        | 0           | .615  | 897   | 212.1    | 194      | 18          | 76       | 7     | 5        | 231      | 9     | 0        | 84    | 81       | 3.43     | 1.27    |
| 2011      | SF        | 33    | 33    | 1     | 1     | 1        | 13    | 14    | 0        | 0           | .481  | 900   | 217.0    | 176      | 15          | 86       | 5     | 6        | 220      | 9     | 0        | 74    | 66       | 2.74     | 1.21    |
| 2012      | SF        | 33    | 33    | 0     | 0     | 0        | 10    | 15    | 0        | 0           | .400  | 825   | 186.0    | 183      | 23          | 90       | 3     | 4        | 190      | 17    | 2        | 111   | 107      | 5.18     | 1.47    |
| 2013      | SF        | 32    | 32    | 1     | 1     | 0        | 10    | 14    | 0        | 0           | .417  | 841   | 197.2    | 184      | 21          | 76       | 8     | 7        | 193      | 11    | 2        | 102   | 96       | 4.37     | 1.32    |
| 2014      | SF        | 33    | 26    | 1     | 1     | 0        | 12    | 9     | 1        | 0           | .571  | 673   | 155.2    | 154      | 19          | 63       | 0     | 5        | 134      | 15    | 1        | 86    | 82       | 4.74     | 1.39    |
| 2015      | SF        | 15    | 15    | 0     | 0     | 0        | 7     | 4     | 0        | 0           | .636  | 333   | 76.1     | 75       | 7           | 38       | 2     | 1        | 60       | 5     | 0        | 37    | 35       | 4.13     | 1.48    |
| 2016      | LAA       | 9     | 9     | 0     | 0     | 0        | 2     | 6     | 0        | 0           | .250  | 200   | 38.1     | 68       | 11          | 23       | 0     | 2        | 32       | 3     | 0        | 41    | 39       | 9.16     | 2.37    |
| MLB：10年 | MLB：10年 | 278   | 270   | 10    | 7     | 3        | 110   | 89    | 1        | 0           | .553  | 7120  | 1682.0   | 1506     | 147         | 669      | 33    | 44       | 1736     | 107   | 7        | 746   | 699      | 3.74     | 1.29    |

- 各年度の太字はリーグ最高

### 年度別守備成績
| 年 度 | 球 団 | 投手（P） | 投手（P） | 投手（P） | 投手（P） | 投手（P） | 投手（P） |
| 年 度 | 球 団 | 試 合     | 刺 殺     | 補 殺     | 失 策     | 併 殺     | 守 備 率  |
| ----- | ----- | --------- | --------- | --------- | --------- | --------- | --------- |
| 2007  | SF    | 24        | 11        | 13        | 0         | 0         | 1.000     |
| 2008  | SF    | 34        | 9         | 17        | 0         | 1         | 1.000     |
| 2009  | SF    | 32        | 13        | 25        | 2         | 3         | .950      |
| 2010  | SF    | 33        | 7         | 18        | 2         | 1         | .926      |
| 2011  | SF    | 33        | 12        | 27        | 1         | 0         | .975      |
| 2012  | SF    | 33        | 15        | 22        | 0         | 0         | 1.000     |
| 2013  | SF    | 32        | 11        | 17        | 4         | 0         | .875      |
| 2014  | SF    | 33        | 11        | 12        | 1         | 1         | .958      |
| 2015  | SF    | 15        | 3         | 7         | 0         | 0         | 1.000     |
| 2016  | LAA   | 9         | 1         | 4         | 0         | 0         | 1.000     |
| MLB   | MLB   | 278       | 93        | 162       | 10        | 6         | .962      |

- 各年度の太字はリーグ最高

### タイトル
- 最多奪三振：3回（2008年 - 2010年）

### 表彰
- サイ・ヤング賞：2回（2008年、2009年）
- ゴールデンスパイク賞：1回（2006年）
- プレイヤーズ・チョイス・アワーズ優秀投手：1回（2008年）
- ピッチャー・オブ・ザ・マンス：1回（2009年6月）
- ベーブ・ルース賞：1回（2010年）

### 記録
- MLBオールスターゲーム選出：4回（2008年、2009年、2010年、2011年）
- ノーヒットノーラン：2回
  - 2013年7月13日、対サンディエゴ・パドレス戦
  - 2014年6月25日、同上

### 背番号
- 55（2007年 - 2016年）